# Ornitòmpolis
Ornitòmpolis (Ornithonpolis) fou una ciutat pertanyent a Sidó situada entre Tir i Sidó a Fenícia. Podria correspondre a unes ruïnes trobades a Adlun.
| \| \| |
| Situació d'Ornithopolis a l'antiga Mesopotàmia.                                                             |
| Mesopotàmia: feu clic fora d'aquest cercle per ampliar la imatge · feu clic aquí per ampliar aquesta imatge |